# Boidinia
Boidinia es un género de hongo, perteneciente a la familia Russulaceae, está compuesto por 10 especies reconocidas científicamente.